# Alesón
Alesón tỉnh và cộng đồng tự trị La Rioja, phía bắc Tây Ban Nha. Đô thị này có diện tích là 6,49 ki-lô-mét vuông, dân số năm 2009 là 116 người với mật độ 17,87 người/km². Đô thị này có cự ly 24 km so với Logroño.